# Mordechai Spiegler
Mordechai "Motaleh" Spiegler, född den 19 augusti 1944 i Sotji i Sovjetunionen, är en israelisk före detta fotbollsspelare och -tränare. Han är bästa målskytt i Israels landslags historia med 33 mål på 83 landskamper.

## Karriär
Spiegler spelade merparten av sin karriär i Maccabi Netanya där han totalt gjorde 184 ligamål. Han hade även kortare sejourer i Paris Saint-Germain och New York Cosmos, där han spelade tillsammans med Pelé. Han blev utsedd till bästa spelare i Israel vid fyra tillfällen; 1968, 1969, 1970 och 1971.
Spiegler gjorde debut för Israels landslag 2 januari 1964 i en match mot Hongkong. Han deltog i Asiatiska mästerskapet 1964, där han med sina två mål kom delad etta i skytteligan tillsammans med Inder Singh. Israel vann även turneringen.
Han förde även Israel till sin första VM-turnering 1970, där han gjorde Israels första, och hittills enda mål i 1-1-matchen mot Sverige.
Spiegler var även lagkapten när Israel nådde kvartsfinal i OS 1968, där man åkte ut mot Bulgarien.

## Meriter

### Som spelare
Maccabi Netanya
- Israeliska Premier League: 1971, 1978
- Israel State Cup: 1978

New York Cosmos
- Soccer Bowl: 1977

Israel
- Asiatiska U19-mästerskapet: 1964
- Asiatiska mästerskapet: 1964

Individuellt
- Skytteligavinnare i Israeliska Premier League: 1966, 1968, 1969
- Årets spelare i Israel: 1968, 1969, 1970, 1971

### Som tränare
Maccabi Netanya
- Israeliska Premier League: 1983
- Israeliska Supercupen: 1983
- Israeliska Ligacupen: 1983, 1984
- Intertotocupen: 1983